# Neotudor

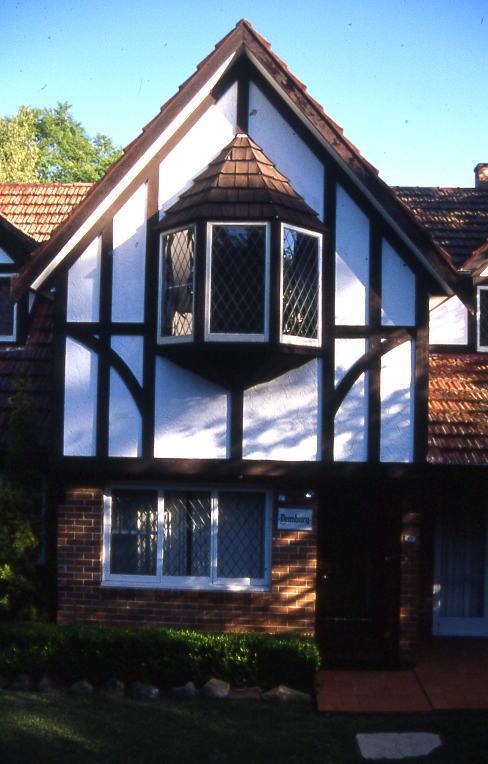
Casa en Sídney, Australia, con elementos de estilo neo-tudor

El estilo neotudor fue un estilo arquitectónico que empezó en el Reino Unido a mediados del siglo XIX y que recupera ciertos elementos del estilo tudor. Este estilo pone el énfasis en ciertos elementos rústicos de las cabañas inglesas del período isabelino, especialmente el uso de vigas o listones de madera a la vista, techos a dos aguas en una inclinación de 45 grados, y gabletes.
A diferencia de las cabañas medievales inglesas y normandas que sirvieron de inspiración, y en las que las vigas a la vista eran siempre un elemento estructural fundamental, en muchas de las casonas de estilo neo-tudor las vigas o listones a la vista pasan a ser en realidad un elemento más bien decorativo.

## En América Latina
En el siglo XX se construyeron en diversos países de América Latina casonas de estilo neo-tudor, tomando como inspiración el estilo neo-tudor inglés (llamado tudor revival, mock tudor, o tudorbethan) o el estilo de la tradición medieval alemana que exhibe el uso de enxamiel o paredes entramadas, a veces llamado Fachwerkhäuser.
En Argentina se utiliza a menudo la expresión “estilo normando” o “arquitectura normanda” para describir este estilo arquitectónico.
Un ejemplo de ello es la estación Retiro del Ferrocarril General San Martín.
También se puede ver en numerosas viviendas particulares familiares construidas por diversas empresas ferroviarias a fines del 1800 y principios del 1900.